# Dois Irmãos
Dois Irmãos egy község (município) Brazíliában, Rio Grande do Sul államban, a Feitoria-folyó völgyében, Porto Alegre metropolisz-övezetében (Região Metropolitana de Porto Alegre, RMPA). 2021-ben becsült népessége 33 547 fő volt.

## Története
Kezdetben az 1824-ben megalakult Colônia São Leopoldo része volt. Első telepesei 1825 folyamán érkeztek, hamarosan pedig német bevándorlók telepedtek le a Linha Grande részen (melyet ők Baumschneissnak neveztek az alapító hunsrücki Baum család után, de ismertek voltak a Picada dos Dois Irmãos és a São Miguel dos Dois Irmãos nevek is), ahol 249 parcellát kaptak. Ezek a németek a Hamburgból kifutó Cecília hajó utasai voltak, amely egy viharban szerencsétlenül járt, majd hosszú ideig sodródott, míg angol hajósok ki nem mentették; végül Rio de Janeiroba érkeztek, ahonnan Porto Alegrebe, majd 1829. szeptember 29-én, Szent Mihály napján São Leopoldo területére kerültek (ezért választották Szent Mihályt új településük védőszentjéül).
A Dois Irmãos jelentése „két testvér”, és a község területén, a városhoz közel álló két dombra utal.
1832-ben felépítették Szent Mihálynak szentelt kápolnájukat; ennek helyén 1869–1880 között plébániatemplomot építettek. A település az észak-déli irányú út mellett kijelölt parcellák mentén fejlődött ki; itt létesültek a műhelyek, boltok, templomok, iskolák, ezeken túl pedig az ültetvények. 1959-ben függetlenedett São Leopoldotól. Agrárvárosi jellegét ma is őrzi.

## Leírása
Székhelye Dois Irmãos, további kerületei nincsenek (korábban hozzátartozott Morro Reuter és Santa Maria do Herval, ám ezek a 20. század végén függetlenedtek). Gazdaságának fő ága  a növénytermesztés (fekete akácia, virágok, gyümölcs, kukorica), de jelen van az ipar (bútor-, cipőgyártás), kereskedelem, szolgáltatások.
Az egykori főutca, melynek mentén a település kialakult (ma Avenida São Miguel) napjainkban is létezik és őrzi 19. századi kinézetét. A községen áthalad a Rota Romântica, a túlnyomórészt német jellegű községeket összekötő tematikus turistaút. A község ma is őrzi német jellegét és kultúráját. Látványosságai a Szent Mihály-vízesés (Cascata de São Miguel), a történelmi múzeum, és a Praça do Imigrante park.